# Валмиера
Валмиера (произношение) (на латвийски: Valmiera) е град в североизточна Латвия, намиращ се в историческата област Видземе. Валмиера се намира на около 100 km от столицата Рига и на около 50 km от границата с Естония.

## История
Валмиера и околностите на града принадлежат към територията на Латвия, която е от най-отдавна населена. Археологически разкопки разкриват следи от уседнал начин на живот от преди 9000 години. За първи път Валмиера е споменат в хроника от 1323, когато градът получава градски права и в периода 14-16 век Валмиера е част от търговския съюз Ханза. В действителност градът е създаден 40 години по-рано, когато Великият майстор на Ливонския орден Вилкен фон Ендорп нарежда да се построят замъка Волмар и католическата църква Свети Симон един от бреговете на река Гауя.
През 1702 По време на Великата северна война замъкът Волмар е напълно унищожен. Подобна участ споделя и по-голямата част от северните части на Ливония. Градът сменя множество управници: поляци, литовци, шведи и руснаци. След избухване на чумна епидемия населението на града намалява в пъти.
След Първата световна война Валмиера става официално част от новосъздадената република Литва. Градът преживява разцвет до началото на Втората световна война, когато 1/3 от града е опожарена, а по-голямата част от историческите забележителности са унищожени. По чудо след бомбардировките оцелява готическата църква Свети Симон.
Валмиера е де факто културен и административен център на едноименния район. Това е единственият град в района, който има професионален театър, който е основан през 1919. През 1996 във Валмиера е основан университетския колеж Видземе, единственият в района. През последните години градът се развива като важен икономически център в Латвия. Доминиращи отрасли са хранителната промишленост и обработката на материали.

## Население
- Латвийци – 21 746 души
- Руснаци – 3560 души
- Беларуси – 530 души
- Поляци – 279 души
- Други – 749

## Забележителности
- Готическата църква Свети Симон, намираща се в Стария град и датираща от 1283 година.
- Руините на замъка на Ливонския орден от 13 век.
- Най-старата все още съществуваща аптека в Латвия, която е построена през 18 век върху останки от крепостните стени на замъка.